# Othelais irrorata
Othelais irrorata là một loài bọ cánh cứng trong họ Cerambycidae.